# Fontaine de la place Sant'Andrea della Valle
La fontaine de la place Sant'Andrea della Valle, en italien : fontana di piazza Sant'Andrea della Valle, est située sur la place du même nom, à Rome en Italie.   

## Histoire
Au début du XVIIe siècle, les quartiers à l'est du Tibre étaient mal approvisionnés en eau : cette alimentation, dans le Trastevere, au Vatican et dans le Borgo, est l'un des premiers sujet abordé par le pape Paul V, nouvellement élu. En fait, comme pour certains de ses récents prédécesseurs, le but ultime du pape est de disposer d'une grande réserve d'eau pour les jardins de sa résidence du Vatican. La ville de Rome accepte de contribuer aux frais de restauration de l'ancien aqueduc de Trajan qui collecte l'eau du lac de Bracciano et permet l'autonomie en eau des zones situées à droite du fleuve. Les travaux commencent en 1608 et sont achevés en 1610. Au cours de ceux-ci, certaines dérivations sont ajoutées, notamment au Vatican, dans le quartier de Borgo et quelques fontaines alimentaires conçues ou renouvelées pour l'occasion.
Bien occupé dans des œuvres plus exigeantes, telles que la construction de la façade de la basilique Saint-Pierre, en 1614, Carlo Maderno se voit commander, par le pape Paul V, une fontaine publique (la première dans la région) pour l'approvisionnement en eau du quartier Borgo. La fontaine est placée sur la place Scossacavalli, située entre le Palazzo Giraud (actuel Palazzo Torlonia) et le Palazzo Della Rovere (devenu un hôtel).
La forme de la fontaine est la reproduction simplifiée du modèle de Giacomo della Porta. Le projet peut-être de lui, quant à la réalisation, elle serait de Carlo Maderno ou même de Giovanni Vasanzio (it), très actifs à ce moment. Sergio Delli, dans son ouvrage, suggère qu'elle peut être une œuvre précoce de Francesco Borromini : la fontaine est un bassin carré, en travertin, avec des côtés arrondis, au centre duquel, sur un support orné de quatre volutes décorées des armoiries papales, se trouve le bassin supérieur. L'ensemble est placé sur un socle qui reproduit la forme du bassin inférieur et est entouré par seize colonnes qui supportent une barrière de fer. 
En 1935, la construction de la via della Conciliazione conduit à la démolition de la Spina du Borgo, ainsi que celle de la place et de l'église. La fontaine reste en place pendant plusieurs années, puis, entre 1941 et 1945, elle est progressivement démantelée et stockée dans les entrepôts de la ville. En 1951, elle est récupérée pour être placée sur la Piazza della Pilotta, mais le projet est abandonné et la fontaine est à nouveau remisée. En 1955, il est proposé de l'implanter à différents endroits, le long de la via della Conciliazione, des rues de la Chancellerie ou dans le quartier Primavalle, mais encore une fois, le projet est abandonné. En 1958, elle est finalement placée sur la place actuelle. Cependant, le bassin supérieur, en marbre, est égaré dans l'intervalle : il est remplacé par une copie en ciment. La dernière rénovation de la fontaine remonte aux années 2001-2002.

### Source de la traduction
- (it) Cet article est partiellement ou en totalité issu de l’article de Wikipédia en italien intitulé « Fontana di piazza Sant'Andrea della Valle » (voir la liste des auteurs).